# Johann Ruhl
Johann Ruhl (genannt Jean Ruhl; * 19. Juni 1877 in Götzenhain; † 29. Dezember 1957 in Frankfurt am Main) war ein deutscher Politiker in Hessen-Nassau (Reichspartei des deutschen Mittelstandes, Wirtschaftliche Vereinigung) und Abgeordneter des Reichstags in der Weimarer Republik.

## Ausbildung und Beruf
Jean Ruhl studierte Architektur und war Inhaber eines Baugeschäftes in Frankfurt. Später betrieb er darüber hinaus noch eine Großtankstelle. Jean Ruhl war römisch-katholisch und mit seiner Frau Elisabeth, geborene Ruhl (* 9. Juli 1878) verheiratet.

## Politik
Johann Ruhl war von 1928 bis 1930 Mitglied der Stadtverordnetenversammlung Frankfurt am Main und war dort stellvertretender Fraktionsvorsitzender der Deutschen Wirtschaftspartei. 1926 wurde er für den Landkreis Biedenkopf in den Nassauischen Kommunallandtag gewählt (für die „Hessen-Nassauische Arbeitsgemeinschaft Stadt und Land“). 1929 wurde er erneut (diesmal für den Stadtkreis Frankfurt und die Wirtschaftliche Vereinigung) gewählt. Im Kommunallandtag war er Mitglied des Bau- und des Finanzausschusses. Weiterhin war er stellvertretendes Mitglied im Landesausschuss.
Am 29. Oktober 1930 rückte er für Dr. Werner Rhode in den Reichstag nach und nahm das Mandat bis zum Ene der Wahlperiode 1932 für die Wirtschaftliche Vereinigung wahr.

## Sonstige Ämter
Jean Ruhl war Vorstandsmitglied des Hausbesitzervereines und erster Vorsitzender der Garagen- und Tankstellenbesitzer Frankfurt am Main.